# ژالتس
ژالتس (به لاتین: Žalec) در اسلوونی با جمعیت ۲۰٬۳۳۵ نفر است.